# بينبان
بينبان (بالإنجليزية: Painan)‏ هي district of Indonesia تقع في إندونيسيا في South Pesisir Regency. يقدر عدد سكانها بـ 15,000 نسمة .